# Zdeněk Beran (historik)
Zdeněk Beran (* 9. dubna 1983, Kutná Hora) je český historik specializující se na dějiny českého pozdního středověku.

## Životopis
Vytudoval na Pedagogické fakultě Univerzity Hradec Králové učitelství pro střední školy, obor dějepis a matematika, kde roku 2008 získal magisterský titul. Ve studiu pokračoval na Filozofické fakultě UHK, kde roku 2010 získal titul PhDr. obhajobou rigorózní práce „Poslední páni z Michalovic. Jan IV. Kruhlata a Jindřich II. Kruhlata“. Tato práce ještě týž rok vyšla knižně v nakladatelství Veduta.
V roce 2012 získal titul Ph.D. v oboru České a československé dějiny a nastoupil jako odborný asistent na Historický ústav FF UHK. V letech 2017 až 2018 vykonával funkci proděkana pro zahraniční a vnější vztahy FF UHK, mezi lety 2018 až 2020 funkci prorektora pro zahraniční vztahy Univerzity Hradec Králové. Roku 2020 obhájil na FF UJEP habilitační práci „Mír a násilí v kontextu proměn společenského řádu pozdně středověkých Čech“ a získal titul docenta v oboru České dějiny. V letech 2020 až 2024 působil na pozici ředitele Historického ústavu FF UHK.
Podílel se na projektech Historická lázeňská sídla, Enhancing Quality Teaching of Humanities and Social Sciences in Higher Education for 21+, Věnná města českých královen či Landfrýdní hnutí v zemích České koruny, je členem Centra urbánní historie při FF UHK. Zapojuje se i do dalších výzkumných projektů, od roku 2017 je členem skupiny Medieval Central Europe Research Network (MECERN).
Od roku 2022 je vedoucím redaktorem odborného časopisu Historia Aperta.

## Dílo
Zdeněk Beran se specializuje zejména na dějiny českého pozdního středověku a raného novověku, zejména na problematiku landfrýdů, dále na dějiny české šlechty, královských dvorů a věnných měst. Publikuje například v Českém časopise historickém, Sborníku archivních prací či v periodiku Mediaevalia Historica Bohemica.